# Cranachstraße 30 (Weimar)

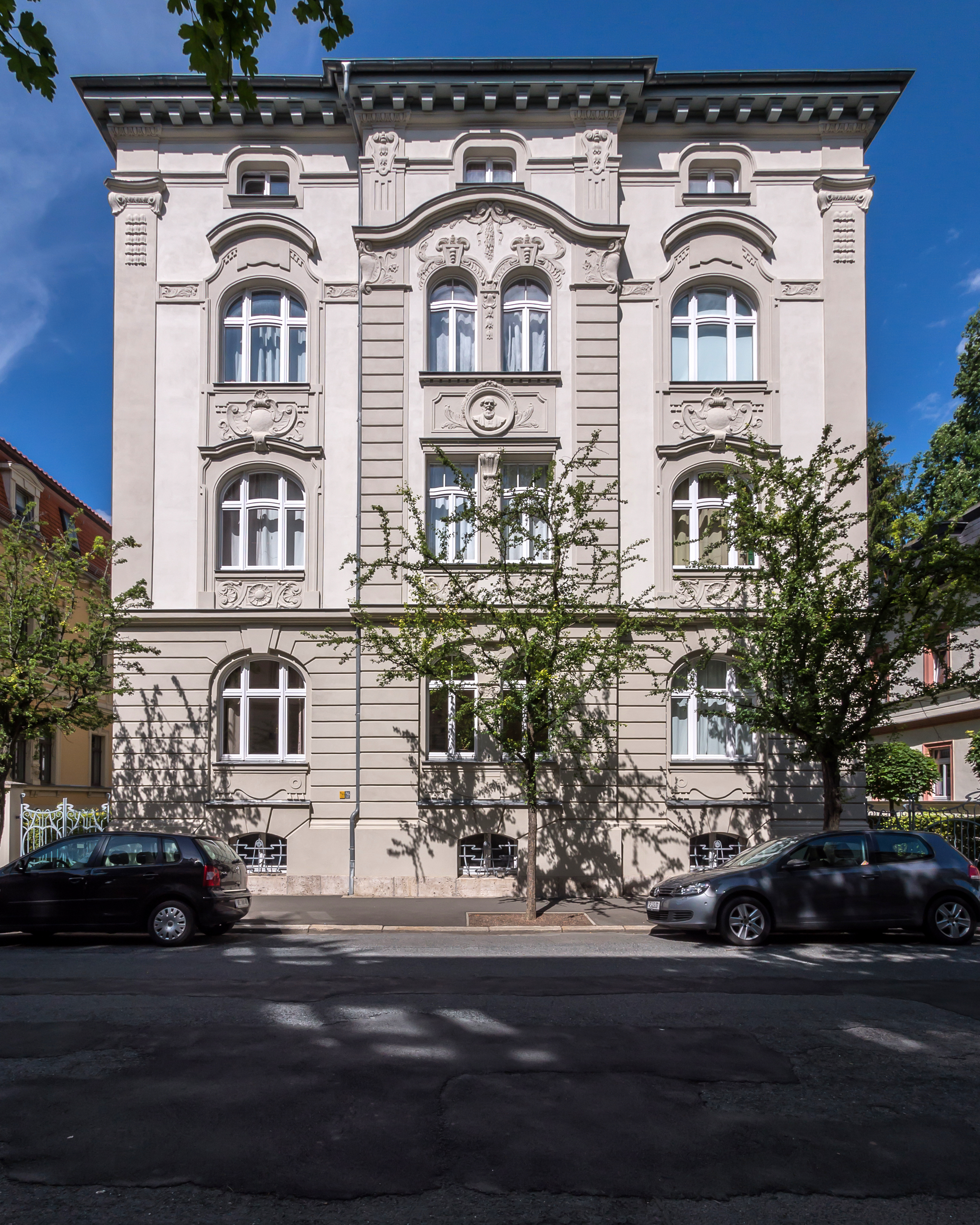
Cranachstraße 30

Das mehrgeschossige Wohnhaus Cranachstraße 30 in der Westvorstadt von Weimar ist eine 1901/02 nach dem Entwurf von Rudolf Zapfe entstandenes späthistoristisches mehrgeschossiges Mietshaus. Bauherr war der Weimarer Hofschuhmacher Karl Schreiber.
Besonders bemerkenswert ist der Mittelrisalit mit dem zentralen, von Blumengebinden und Girlanden umgebenen Medaillon. Bei dem dargestellten bärtigen Porträt handelt es sich um keine konkrete Person. Die Fassade zeigt neobarocke Gestaltungselemente.
Die Villa mit einem bemerkenswerten schmiedeeisernen Einfahrtstor zum Hof steht auf der Liste der Kulturdenkmale in Weimar (Einzeldenkmale).